# Onthophagus aegrotus
Onthophagus aegrotus är en skalbaggsart som beskrevs av Vladimir Balthasar 1967. Onthophagus aegrotus ingår i släktet Onthophagus och familjen bladhorningar. Inga underarter finns listade i Catalogue of Life.